# Längenfeld
Längenfeld é um município da Áustria, situado no distrito de Imst, no estado do Tirol. Tem 195,61 km² de área e sua população em 2019 foi estimada em 4.669 habitantes.